# Dansa xinesa

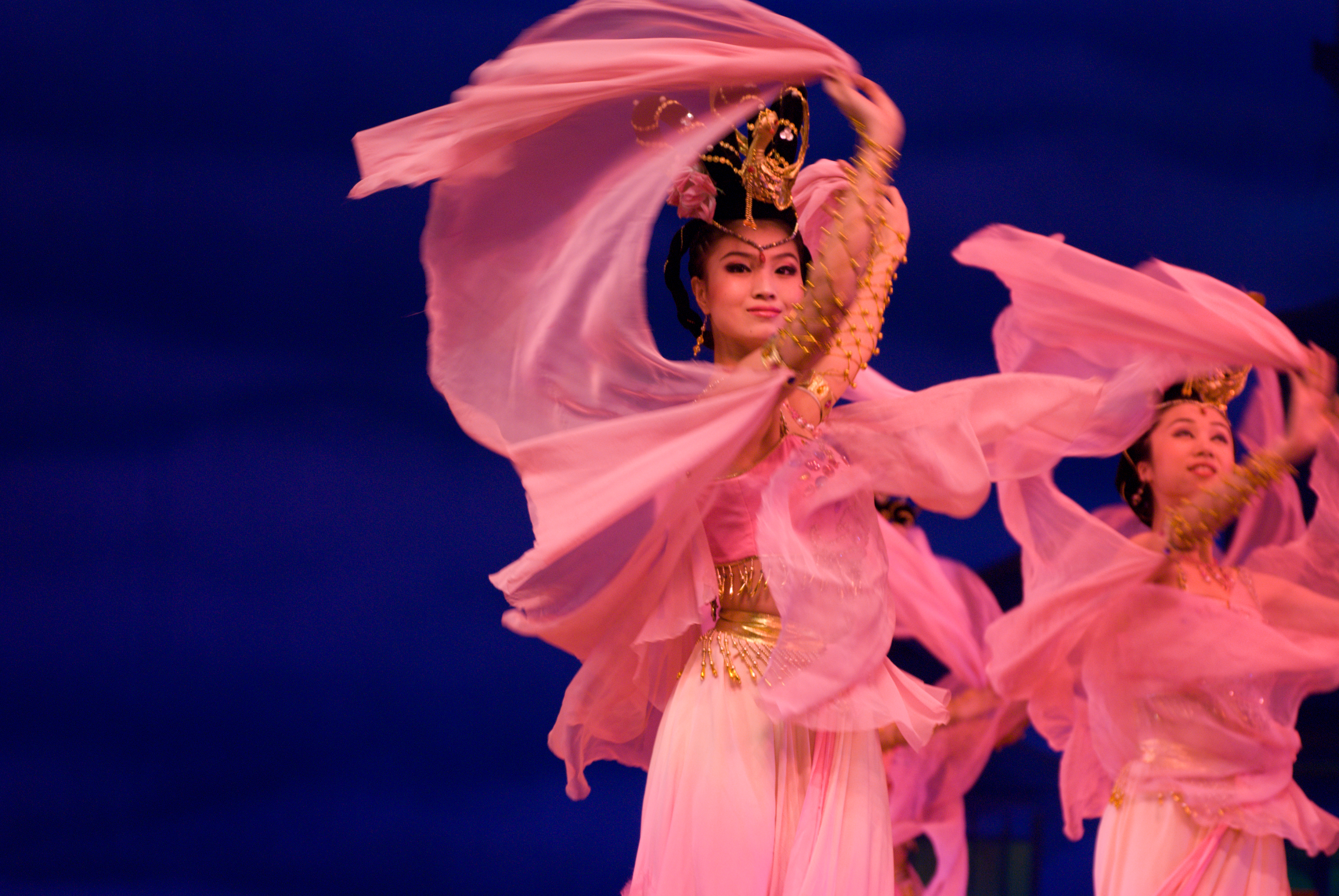
Una dansa xinesa

La dansa a la Xina és molt variada, i comprèn molts gèneres de dansa moderna i tradicional. Les danses cobreixen una àmplia gamma, des de danses populars fins a actuacions d'òpera i ballet, i poden ser realitzades durant celebracions públiques, rituals o cerimònies. A la Xina hi ha 56 grups ètnics reconeguts oficialment, i cada grup ètnic minoritari també té els seus propis balls folklòrics. Les danses xineses més conegudes avui dia són la dansa del drac i la dansa del lleó.

## Història

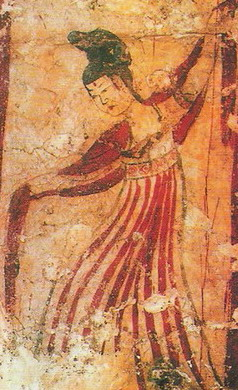
Una ballarina de la dinastia Tang en un mural descobert a Xi'an ballant amb un xal.

Hi ha un ampli registre històric de les diverses formes de la dansa a la Xina. El caràcter xinès més antic de la paraula «ball», , escrit en ossos oraculars, és en si mateix una representació d'una ballarina en una celebració sostenint cues de bous a cada mà. Algunes característiques dels balls xinesos de l'actualitat, com ballar amb mànigues llargues, ja s'ha registrat en danses dels primers períodes, que es remunten a la dinastia Zhou. Les danses més importants dels primers temps van ser les danses rituals i cerimonials anomenades «yayue». Aquest tipus de dansa es va ballar fins a la dinastia Qing, però avui només sobreviu en actuacions durant cerimònies confucianes.
En l'era de les Sis Dinasties (220-589 dC), hi va haver fortes influències de l'Àsia central a la música ia la dansa. L'art de la dansa va aconseguir un pic en la dinastia Tang, i els balls de l'època eren molt diversos i cosmopolites; els balls de l'Àsia central van ser molt populars. Es va registrar un gran nombre de danses en la dinastia Tang; per exemple, hi ha més de 60 composicions grans que són actuacions a gran escala de la cort Tang. L'art de la dansa, però, va declinar com una forma d'art independent en dinasties posteriors, i els balls van quedar absorbits en l'òpera xinesa. En temps més recents, l'art de la dansa a la Xina ha gaudit d'un ressorgiment, i els desenvolupaments moderns de danses xineses continuen a bon ritme.

## Dansa tradicional

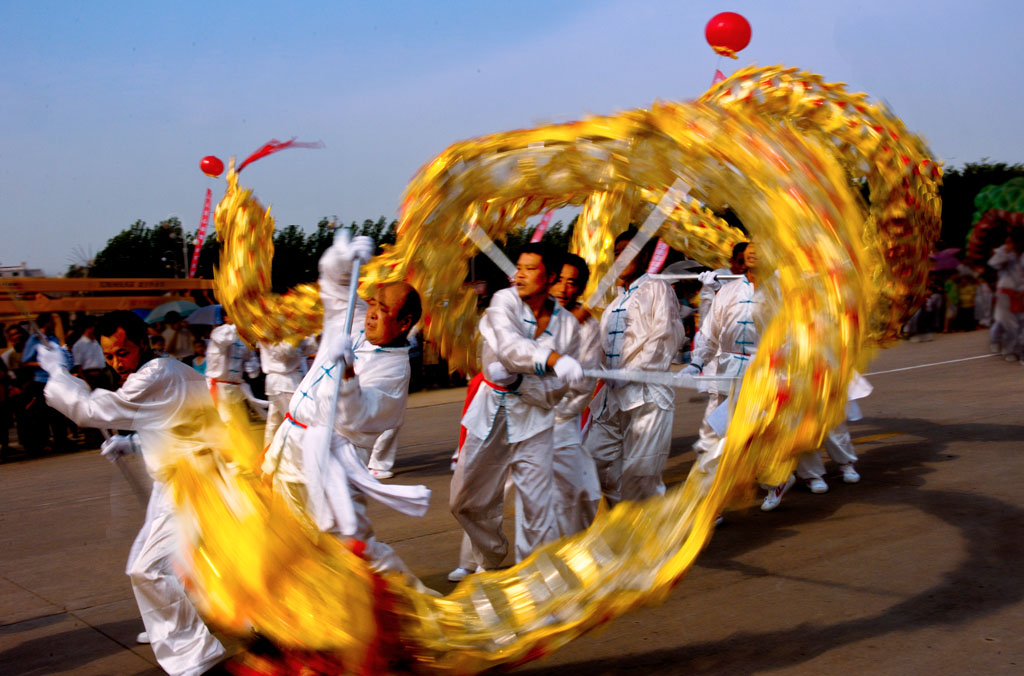
Dansa del drac

Moltes de les danses tradicionals tenen una llarga història. Aquests són balls folklòrics o balls realitzats com a rituals o espectacles d'entreteniment, i alguns poden haver estat realitzats en la cort imperial. Entre les danses tradicionals xineses més conegudes es troben la dansa del drac i la dansa del lleó. Una forma de la dansa del lleó similar a la dansa realitzada en l'actualitat va ser descrita ja durant la dinastia Tang; però la forma moderna de la dansa del drac, pot ser un desenvolupament més recent.
En alguns dels primers balls registrats a la Xina, els ballarins poden haver vestit com a bèsties i animals mítics, i durant la dinastia Han, s'esmenten algunes formes de la dansa del drac. La dansa del drac de la dinastia Han, però, no s'assembla a la forma moderna d'aquesta dansa. La dansa del drac esmentada inclou un ball realitzat durant un ritual per atreure la pluja en temps de sequera, ja que al drac xinès se l'associava amb la pluja, actua en la varietat "baixi" i ses pot observar com artistes disfressats d'un drac verd toquen una flauta, i els actes on el peix es converteix en un drac. La dansa del drac moderna utilitza una estructura lleugera manipulada per una dotzena d'homes que fan servir pals a intervals regulars al llarg de la longitud del drac. En algunes versions el drac pot ser molt llarg i involucrar a centenars de participants. Hi ha més de 700 danses del drac diferents a la Xina.

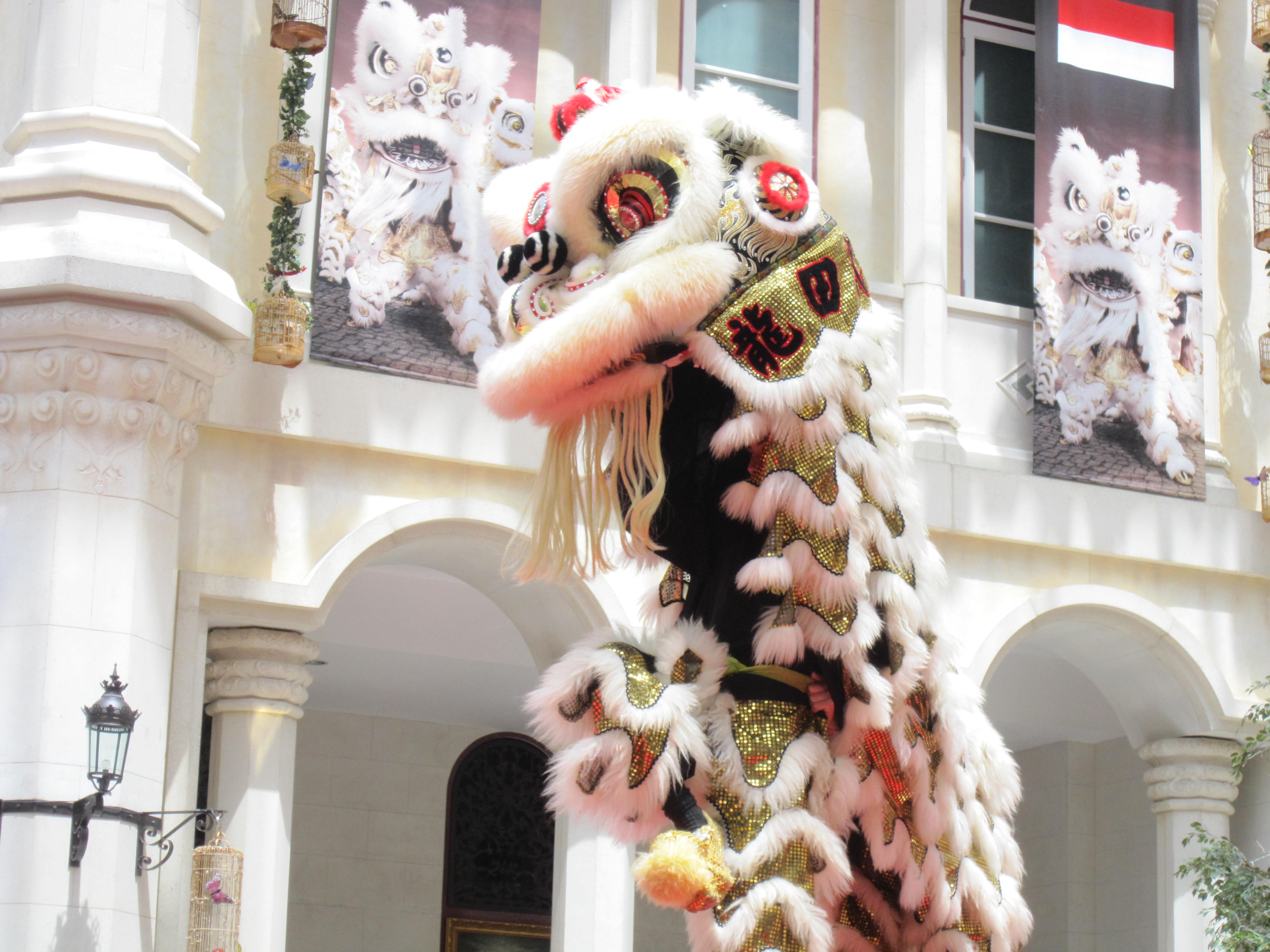
Dansa del lleó

Pel que fa a la dansa del lleó, s'ha suggerit que provenen de fora de la Xina, a causa que el lleó no és originari de la Xina, i la paraula xinesa per lleó, shi (獅), pot haver estat derivada de la paraula persa šer. la descripció detallada de la dansa del lleó va aparèixer durant la dinastia Tang i després es va reconèixer com una aportació estrangera, tot i que és possible que l'esmentada dansa pot haver existit a la Xina ja al segle iii dC. S'ha suggerit que els orígens de la dansa es remunten a l'Índia i Pèrsia, i que va ser introduïda durant les Dinasties Meridionals i Septentrionals que es relacionaven amb el budisme. Una versió de la dansa del lleó que s'assembla a la moderna dansa del lleó va ser descrita pel poeta Tang Bai Juyi en el seu poema Arts occidentals de Liang (西凉 伎), on els ballarins fan servir un vestit de lleó fet d'una cap de fusta, cua de seda i cos pelut, amb els ulls daurats amb or i dents platejat amb plata, i orelles que es mouen. Hi ha dues formes principals de dansa xinesa del lleó: la del lleó del nord i la del lleó del sud. Una forma de la dansa del lleó també es troba al Tibet, on se l'anomena dansa del lleó de la neu.